# Gare de Gertwiller
La gare de Gertwiller est une gare ferroviaire française de la ligne de Sélestat à Saverne  située sur le territoire de la commune de Gertwiller dans le département du Bas-Rhin en région Grand Est.
Elle est mise en service en 1864 par la Compagnie des chemins de fer de l'Est. C'est une halte voyageurs de la Société nationale des chemins de fer français (SNCF) du réseau TER Grand Est, desservie par des trains express régionaux.

## Situation ferroviaire
Établie à 191 mètres d'altitude, la gare de Gertwiller est située au point kilométrique (PK) 18,862 de la ligne de Sélestat à Saverne entre les gares de Barr et de Goxwiller.
La ligne est à voie unique dans sa traversée de la commune et de la gare.

## Histoire
La station de Gertwiller est mise en service le 28 septembre 1864 par la Compagnie des chemins de fer de l'Est lorsqu'elle ouvre à l'exploitation le chemin de fer vicinal n°1 bis de Strasbourg à Barr.

## Fréquentation
De 2015 à 2024, selon les estimations de la SNCF, la fréquentation annuelle de la gare s'élève aux nombres indiqués dans le tableau ci-dessous.
| Année     | 2015   | 2016   | 2017   | 2018   | 2019   | 2020   | 2021   | 2022   | 2023   | 2024   |
| --------- | ------ | ------ | ------ | ------ | ------ | ------ | ------ | ------ | ------ | ------ |
| Voyageurs | 25 690 | 24 846 | 25 665 | 24 238 | 26 369 | 22 647 | 27 928 | 31 548 | 32 632 | 39 245 |

## Service des voyageurs

### Accueil
Halte SNCF, c'est un point d'arrêt non géré (PANG) à accès libre. Elle est équipée d'automates pour l'achat de titres de transport. Elle dispose d'un quai avec un abri.

### Desserte
Gertwiller est une halte voyageurs SNCF du réseau TER Grand Est desservie par des trains express régionaux de la relation Strasbourg - Obernai - Barr - Sélestat.

### Intermodalité
Un parc pour les vélos et un parking pour les véhicules y sont aménagés.